# Hipposideros griffini
Espèce
Statut de conservation UICN

 NT  : Quasi menacé
Hipposideros griffini est une espèce de chauve-souris de la famille des Hipposideridae.

## Découverte
Hipposideros griffini a été découverte en 2008 dans le parc national Chu Mom Ray, au Vietnam.
Les scientifiques ont d’abord pensé qu'il s'agissait d'une chauve-souris au nez en feuille, puis ils ont remarqué que contrairement aux autres espèces de chauve-souris en nez de feuille, elles sont douces et ne se mettent pas en colère lors des captures.

## Description physique
Hipposideros griffini possède des protubérances en forme de feuille sur son museau.